# Yopno
Yopno – rzeka w Papui-Nowej Gwinei, przepływająca przez prowincje Morobe i Madang. Bierze początek w górach Saruwaged, uchodzi do Morza Bismarcka.
W 2009 w dorzeczach Yopno, Uruwa i Som powstał obszar ochrony YUS, obejmujący 760 km² lasu równikowego. Nazwa obszaru pochodzi od pierwszych liter tych cieków. Powstał on m.in. w celu ochrony zagrożonego wyginięciem drzewiaka rudego.
W dorzeczu rzeki żyje plemię Yopno. Wierzą oni, że duchy zmarłych płyną w górę rzeki do morza, a następnie do wyspy Long Island, gdzie czeka już na nie duch innego zmarłego.